# Landriano
Landriano (lombardul: Landriän) település Olaszországban, Lombardia régióban, Pavia megyében. Lakosainak száma 6495 fő (2023. január 1.). Landriano Bascapè, Siziano, Torrevecchia Pia, Carpiano és Vidigulfo községekkel határos.

## Népesség
A település lakossága az elmúlt években az alábbi módon változott:
| Lakosok száma | 6379 | 6377 | 6495 |
|               | 2017 | 2018 | 2023 |